# John Walsh (politiker)
John E. Walsh, född 3 november 1960 i Butte, Montana, är en amerikansk demokratisk politiker och militär. Han har tjänstgjort som brigadgeneral i USA:s armé. Han var Montanas viceguvernör 2013–2014 och representerade sedan Montana i USA:s senat 2014–2015.
Efter att ha avslutat sin militära karriär valdes Walsh till viceguvernör. Senator Max Baucus avgick 2014 för att tillträda som USA:s ambassadör i Kina och guvernör Steve Bullock utnämnde Walsh till senaten.
Han är gift med Janet Walsh och har två barn.